# ساکوی
ساکوی (به مجاری:  Szakoly) یک منطقهٔ مسکونی در مجارستان است که در ناحیه نادی‌کالو واقع شده‌است. ساکوی ۴۱٫۴۴ کیلومتر مربع مساحت و ۲٬۹۰۲ نفر جمعیت دارد.